# Löwenburg (Braunsbach)
Die Löwenburg, auch Löwenberg genannt, ist eine abgegangene Spornburg bei 390 m ü. NN auf einem Bergsporn am Zusammenfluss des Kochers und der Bühler, weniger als einen Kilometer südsüdöstlich vom Ortsteil Geislingen der Gemeinde Braunsbach im Landkreis Schwäbisch Hall in Baden-Württemberg.
Von der ehemaligen Burganlage, vermutlich aus der Stauferzeit, sind nur noch ein Trümmerhügel, in dem andeutungsweise ein kleines eingesenktes Geviert zu erkennen ist, und die Reste des Halsgrabens erhalten.